# KDbg

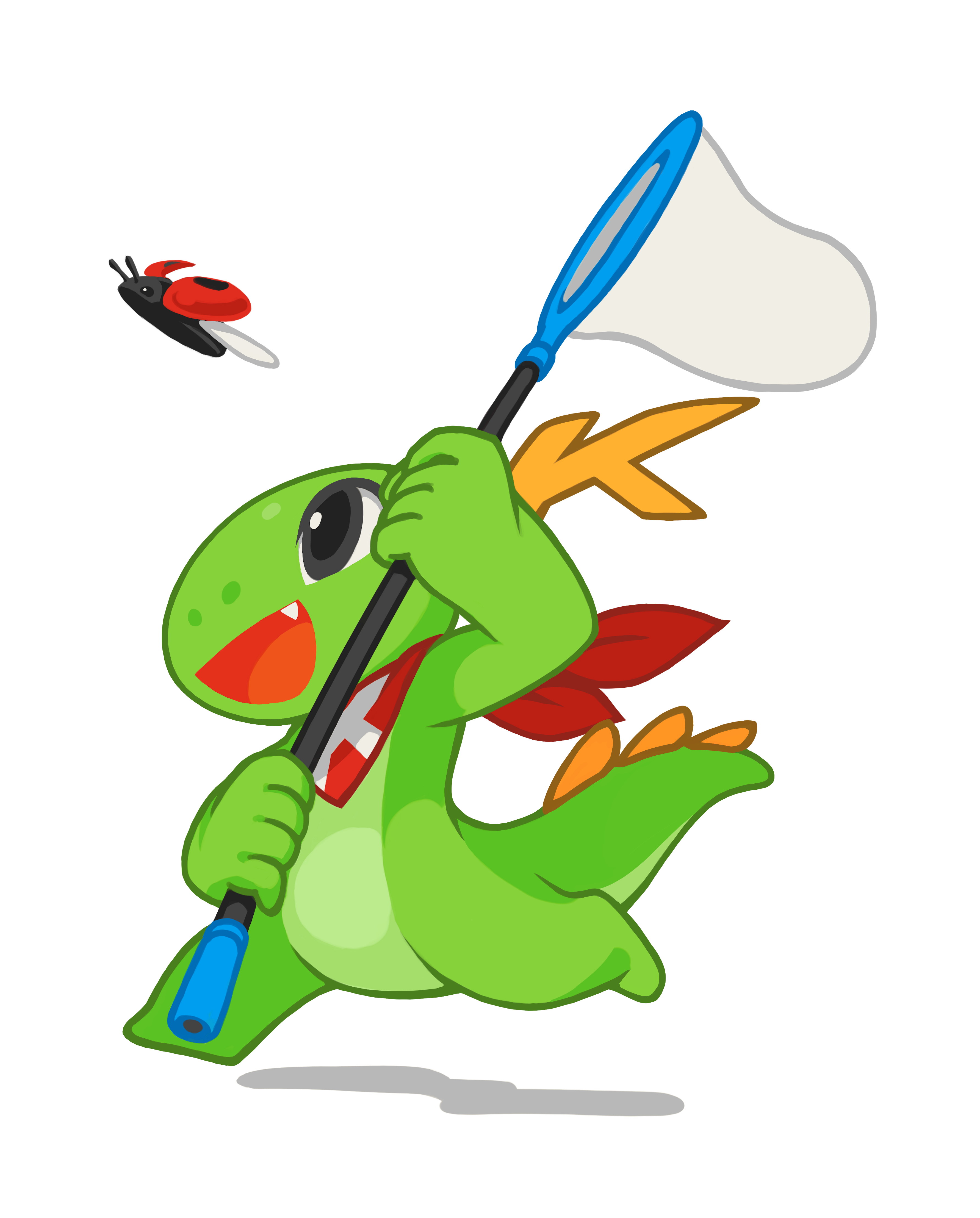
KDE的吉祥物 Konqi 正在捉虫子（调试）。

KDbg 是一个自由开源的 GNU 调试器的图形前端。KDbg 使用 KDE 架构下的相关组件实现。

## 另请参阅
- Nemiver - GNOME 调试器
- Data Display Debugger(DDD),一个主题调试器前端
- ups (调试器)
- Xxgdb -  X Window系统调试器前端